# Андрей Христов
Андрей Георгиев Христов е български учител, революционер, деец на Вътрешната македоно-одринска революционна организация.

## Биография
Христов е роден на 6 декември 1866 година във Велес, тогава в Османската империя. Завършва висшето си образование в Софийския университет „Климент Охридски“, специалност „Химия“ в 1893 година. Работи като учител в родния си град, Охрид, Крушево, Станимака и други места.
В 1902 година във връзка с Винишката афера е арестуван, изтезаван жестоко и хвърлен в Битолския затвор. Христов е член на охридския околийски комитет на ВМОРО в 1901 година, на следващата година на крушевския, а от 1904 година на велешкия. Eдин от ръководителите на Илинденско-Преображенското въстание в Крушево. В 1905 година е назначен за учител във Велмей, но властите не му позволяват да заеме мястото. Става председател на Велешкия окръжен революционен комитет. В 1906 година отново е арестуван и осъден на 4 години затвор от Скопския съд.